# مدارس المواكب
مدارس المواكب هي نظام مدرسي دولي تقع في حي القرهود بدبي، الإمارات العربية المتحدة.
تُدار مدرسة المواكب بفروعها من قبل أكاديميا لحلول الإدارة العالمية (AMSI)، تحرص مدارس آمسي على توفير تعليم تحضيري شامل للجامعة للطلاب من كافة الجنسيات. تتميز مدارس المواكب بتدريس طلابها بـاللغة الإنجليزية وهي اللغة المعتمدة في تدريس مختلف المواد الدراسية إلى جانب توفير بيئة تعليمية متعددة اللغات.
تعد مدارس المواكب مدارس مختلطة (بنين وبنات)، حيث تضم الطلاب من مرحلة الروضة وحتى الصف الثاني عشر وتقوم بتدريسهم اللغة الإنجليزية والعربية والفرنسية. يحصل الطلاب بعد إكمال العملية التعليمية لمدة 12 عام على شهادة الدراسة الثانوية التي تمكّن الطلاب الخريجين من متابعة تعليمهم العالي في كافة أنحاء العالم.
يستخدم برنامج المدرسة الثانوية منهجًا أمريكيًا. تهدف مدارس المواكب إلى توفير بيئة تعليمية آمنة وصحية قائمة على الرعاية والاحترام والمرح وتقدم المدرسة أيضًا ساعات من التدريب لكرة السلة والكرة الطائرة وتنس الطاولة وكرة القدم. كما تنظم المدرسة رحلة تزلج سنوية في الخارج، ولها مجموعة واسعة من النوادي.
سنة 2017، كان النظام المدرسي يضُمُّ ما مجموعه 10.000 تلميذًا. بدأ النظام المدرسي نفسه في عام 1979.

## المباني
تضم مدارس المواكب التابعة ثلاث مدارس دولية في مختلف أنحاء إمارة دبي مرخّصةً من هيئة المعرفة والتنمية البشرية في دولة الإمارات العربية المتحدة وتشمل مدرسة المواكب القرهود التي أًسست عام 1979 و مدرسة المواكب البرشاء عام 1997 و مدرسة المواكب الخوانيج التي افتتحت أبوابها عام 2018.

## عنوان موقع مدرسة المواكب القرهود
تقع المدرسة وسط عقارات تجارية ومطاعم عالمية في القرهود وهي منطقة سكنية متعددة الاستخدامات على مقربة من مطار دبي الدولي.

## حرم مدرسة المواكب القرهود
تؤمن مدرسة المواكب القرهود دبي بأهمية البيئة التعليمية الصحية للطلاب، لذا تحرص على توفير العديد من المرافق الحديثة التي تلبي احتياجات الطلبة المختلفة. تشمل المرافق المدرسية التي توفرها مدرسة المواكب القرهود ما يلي:
- ورش عمل فنية
- العيادات المدرسية
- المقصف المدرسي
- قاعة متعددة الأغراض
- صفوف دراسية حديثة
- مسرح
- ملاعب كرة قدم وكرة سلة
- صالة رياضية داخلية
- مكتبة
- مختبرات علمية
- مختبرات الحاسوب

## مميزات مدرسة المواكب القرهود
تتميز مدرسة المواكب القرهود دبي بوضع الطلاب في أولى أولوياتها وذلك من خلال تحديد أهداف جديدة والعمل بجد وعن قرب مع الطلبة، إذ تحرص المدرسة على توفير العديد من الفرص لتحقيق الذات.
تتميز المدرسة أيضاً باعتماد نهج تشجيعي يحفز وينمي شخصية الطلبة ويساعدهم على اتخاذ قرارات وخيارات صحيحة تساهم في نجاحهم وبناء مستقبلهم.
تقوم مدرسة المواكب القرهود بدمج الطلبة في نهج الحياة الفعلية من خلال العديد من المشاريع القائمة على مبدأ التعاون والعمل الجماعي، إلى جانب تعزيز مهارات الطلاب الفنية عبر مشاركتهم في مشاريع تعتمد على المهارات اليدوية كتصميم نماذج ثنائية وثلاثية الأبعاد باستخدام التكنولوجيا.
يتميز نظام مدرسة المواكب القرهود دبي أيضاً بالعديد من المزايا المتقدمة من الجانب التقني إلى جانب إعداد الطلبة إلى التعليم الجامعي التحضيري الشامل وتلبية كافة احتياجات الطلبة الخاصة بغض النظر عن اختلافاتهم. تولي المدرسة أهمية كبيرة للطلبة المتميزين والموهوبين والطلبة من ذوي الاحتياجات التعليمية الخاصة وأصحاب الهمم والذين يعانون من صعوبات التعلم، وذلك بتوفير أجهزة لوحية تساعدهم على التعلم باستخدام برامج تعمل على تحويل النص المكتوب إلى مسموع، بالإضافة إلى البرامج التعليمية ذات المحتوى المصوّر وألعاب تعليمية تفاعلية.
تحرص المدرسة على تقديم دروس متميزة للطلبة من النظام المونتيسوري حتى المرحلة الثانوية، كما تقدم برنامج متعدد اللغات يتم تعريف الطلاب من خلاله باللغات الإنجليزية والفرنسية والعربية. إن موقع المدرسة في منطقة مزدحمة يجعلها الوجهة الأمثل لعائلات المجمعات والمناطق المجاورة.

## صفوف مدرسة المواكب القرهود
تعرف مدرسة المواكب القرهود دبي بضم الطلاب من مرحلة الروضة (مرحلة الروضة 1) وحتى المرحلة الثانوية (الصف الثاني عشر)، فهي تضم الطلبة من مرحلة الروضة 1 وحتى الصف الرابع في صفوف مختلطة، في حين تفصل الطلاب والطالبات من الصف الخامس وحتى الصف الثاني عشر في صفوف دراسية منفصلة.
تقسم المراحل الدراسية في مدرسة المواكب القرهود إلى أربع مراحل وتشمل:
- مرحلة الروضة: مرحلة الروضة 1 – الروضة 2

يتعلم طلبة هذه المرحلة ثلاث لغات هي: اللغة الإنجليزية واللغة العربية واللغة الفرنسية ويتم تطويرها لديهم من خلال تنظيم الأنشطة وفرص تعليمية أخرى.
- المرحلة الإبتدائية: الصفوف 1 – 5

تعتمد مدرسة المواكب القرهود اللغة الإنجليزية في تدريس الطلبة بدءاً من الصف الأول إلى جانب إعداد الطلبة وتدريبهم على الاستقلالية والاعتماد على النفس في كافة جوانب مسيرتهم الدراسية. تتيح المدرسة أيضاً للطلبة من الصف الأول فرصة دراسة اللغة العربية (ب) لغير الناطقين بها، بالإضافة إلى اللغة الفرنسية كلغة مساعدة ودراسة مادة الدراسات الاجتماعية والتربية الإسلامية باللغة الإنجليزية.
- المرحلة المتوسطة (الإعدادية): الصفوف 6-8

تبدأ مدرسة المواكب القرهود بإعداد طلبة المرحلة المتوسطة للالتحاق ببرنامج المرحلة الثانوية، إذ تقوم على تطوير مهارات الطلاب في هذه المرحلة بما في ذلك مهارات التحليل والبحث وأن يكونوا أكثر مسؤولية ومساءلة عما تعلموه.
- المرحلة الثانوية: الصفوف 9-12

تقوم مدرسة المواكب القرهود دبي بإعداد طلاب المرحلة الثانوية للمرحلة الجامعية من خلال برنامج قوي، إذ يبدأ الطلبة في هذه المرحلة بفهم الخيارات المتاحة لهم في الحياة الجامعية والمهنية. يحصل الطلاب الخريجين من الصف 12 على شهادة الثانوية العامة معتمدة من قبل هيئة المعرفة والتنمية البشرية، إلى جانب إمكانية الطلاب من التقدم لأي جامعة في كافة أنحاء العالم.

## منهج مدرسة المواكب القرهود
تتبع مدرسة المواكب القرهود المنهج الأمريكي في تدريس طلابها من كافة المراحل الدراسية، إذ يؤكد المنهج الدراسي على حرص المدرسة على أهمية تطوير الطلاب في الجانب الشخصي والأكاديمي. يلبي الإطار العام ومحتوى المنهج الدراسي الاحتياجات الثقافية والاجتماعية للطلاب من مختلف الجنسيات، كما يركز المنهاج الدراسي على تعلم اللغات وعلى الطلاب وعلى المهارات والمخرجات التعليمية.
أبرز ما يميز المنهج الدراسي اتسامه بالدقة والغنى وإعداد تحديات بهدف إعداد الطلبة للمراحل التعليمية اللاحقة. تشمل المواد الدراسية التي يتم تدريسها للطلبة اللغة الإنجليزية واللغة العربية واللغة الفرنسية والعلوم والتربية الإسلامية والتربية البدنية والدراسات الاجتماعية وعلوم الحاسوب والفن والموسيقى.
يتماشى منهج المواكب القرهود مع معايير الأساس المشترك للرياضيات واللغة الإنجليزية (CCSSM/E) ومعايير علوم الجيل القادم (NGSS) ومعايير ولاية كاليفورنيا ووزارة التربية والتعليم في دولة الإمارات العربية المتحدة للطلاب من الصف الأول وحتى الصف الثاني عشر.
توفر مدرسة المواكب القرهود دبي للمعلمين العديد من برامج الدعم الأكاديمي واستراتيجيات التدخل المتنوعة بهدف تلبية احتياجات المجتمع المحلي وتحقيق مهامها وغاياتها من خلال سياسة القبول الملتزمة بالدمج الطلابي من مختلف الفئات والجنسيات والثقافات والقدرات. تركز المدرسة على السماح للطلاب بتطوير قدراتهم ومواهبهم وإمكاناتهم من خلال النهج القائم على الطالب إلى جانب التعلم والتعليم متعدد التخصصات. تضمن مدرسة المواكب القرهود تقدم الطلبة المستمر أكاديمياً وشخصياً وتمنحهم الأولوية في القبول في أبرز الجامعات العالمية، من خلال برنامج التوجيه المهني والجامعي المُعتمد من المدرسة والنجاح في المسارات الوظيفية المطلوبة.

## التقويم الاكاديمي لمدرسة المواكب القرهود
ينقسم التقويم الأكاديمي لمدرسة المواكب القرهود إلى ثلاثة فصول دراسية
- يبدأ الفصل الدراسي الأول في الأسبوع الأخير من شهر أغسطس وينتهي في الأسبوع الثاني من شهر ديسمبر، مع إجازة الشتاء لمدة ثلاثة أسابيع
- من المتوقع أن يعود الطلاب لبدء الفصل الدراسي الثاني في الأسبوع الثاني من شهر يناير وينتهي في الأسبوع الأخير من شهر مارس، مع إجازة الربيع لمدة أسبوعين
- يبدأ الفصل الدراسي الثالث في الأسبوع الثاني من شهر أبريل وينتهي في الأسبوع الأول من شهر يوليو، مع العطلة الصيفية لمدة شهرين

ويبدأ الدوام المدرسي في مدرسة المواكب القرهود من الساعة ٧:٥٠ صباحاً حتى الساعة٢:٣٠ بعد الظهر، إذ تفتح أبوابها من الأحد إلى الخميس.

## المنح الدراسية في مدرسة المواكب القرهود
توفر مدرسة المواكب القرهود منح دراسية لطلابها المتميزين أكاديمياً، إذ تخصم المدرسة قيمة المنحة الدراسية من الرصيد المستحق من الرسوم الدراسية السنوية في حال عدم سدادها، إما إذا كانت الرسوم مسددة بالكامل، فتخصم قيمة المنحة الدراسية من الرسوم الدراسية المستحقة للعام الدراسي القادم.
تطبق مدرسة القرهود دبي نظام التقدير والجوائز الأكاديمية على الطلاب من الصف السادس وحتى الصف الثاني عشر، إذ يتم تقديم جوائز أكاديمية للطلبة الذين يستوفون معايير التقدير خلال حفل توزيع الجوائز الذي يعقد في العام الدراسي القادم. يشمل نظام التقدير والجوائز على نوعين رئيسين من المعايير التي يتمّ على ضوئهما التقدير ومنح الجوائز وهما المعايير الأكاديمية والمعايير غير الأكاديمية.
يتم منح خطاب إنجاز أو منحة دراسية جزئية لجميع طلاب المواكب الملتحقين في الفروع الثلاثة والذين يظهرون أداءً متميزاً في المجالات الأكاديمية وغير الأكاديمية.
تقسم معايير درجات الشرف إلى 4 درجات وتشمل مرتبة الشرف الأولى ومرتبة الشرف الثانية ومرتبة الشرف الثالثة ومرتبة الشرف الرابعة.

## التسجيل في مدرسة المواكب القرهود
يبدأ تسجيل الطلاب الجدد في مدرسة المواكب القرهود في منتصف شهر مايو للعام الدراسي الحالي، إذ ينبغي على أولياء أمور الطلاب الجدد الملتحقين في مرحلة الروضة وحتى المرحلة الثانوية دفع رسوم غير مستردة بقيمة 740 درهم إماراتي، وإجراء امتحان قبول ومقابلة شخصية لاستكمال إجراءات التسجيل، إلا أنه لا يتم الكشف عن نتائج الامتحان أو المقابلة حتى يتم تقديم كافة الأوراق المطلوبة إلى مكتب التسجيل، في حين ينبغي على الطلاب الجدد الملتحقين من مدارس خارج دبي تقديم أوراق النقل القانونية قبل نهاية شهر أيلول. تقوم مدرسة المواكب القرهود بإلغاء تسجيل مقدم الطلب في حال عدم التحاقه بالمدرسة في مدة أقصاها 3 أسابيع متتالية من بداية العام الدراسي دون تقديم إشعار خطي مسبق. يجب على أولياء أمور الطلبة الحاليين الراغبين بإعادة التسجيل في مدرسة المواكب القرهود دبي تعبئة كتيب التسجيل بكافة المعلومات ذات الصلة والتوقيع عليها. في حين يمكن لأولياء الأمور الراغبين بتسجيل أخوة الطلاب الحاليين تعبئة استمارة التسجيل الخاصة بهم على صفحة التسجيل على موقع مدرسة المواكب القرهود الرسمي فيما يخص بيانات مقدم الطلب الشخصية والأكاديمية والطبية، بالإضافة إلى ضرورة إرفاق الأوراق المطلوبة من إدارة المدرسة لاستكمال عملية التسجيل من جواز السفر والصور الشخصية والهوية الشخصية الإماراتية والشهادات المدرسية وغيرها من الوثائق الرسمية المذكورة في الاستمارة.
وينبغي على أولياء الأمورالتوجه إلى قسم التسجيل والمحاسبة في المدرسة لاستكمال إجراءات التسجيل والدفع، إلى جانب ضرورة التوقيع على التوصيات والموافقة عليها بعد اجتياز الطلبة لامتحان القبول متضمنة أية توصيات بدروس تقوية لأطفالهم.
يشترط لقبول مقدم الطالب في أي مرحلة دراسية بشكل نهائي تقديم كافة الأوراق المطلوبة من إدارة المدرسة ودفع كامل الرسوم الدراسية السنوية بما يتوافق مع إجراءات تسوية الرسوم الدراسية للمدرسة، إلى جانب توقيع عقد هيئة المعرفة والتنمية البشرية وموافقة السلطة المختصة.
تعتمد عملية القبول في مدرسة المواكب القرهود باعتبارها مدرسة شاملة على أساس الجدارة، إذ يتم الترحيب بالطلبة من مختلف الفئات، ويتم قبول الطلاب على أساس أسبقية الحضور.
تبدأ عملية التسجيل بملء نموذج طلب الالتحاق الإلكتروني على موقع المدرسة الرسمي وتقديمه مع الأوراق الإلزامية التالية.
- صورة عن جواز سفر مقدم الطلب
- صورة عن تأشيرة إقامة سارية المفعول لمقدم الطلب
- صورة عن بطاقة الهوية الإماراتية لمقدم الطلب
- صورة عن شهادة ميلاد مقدم الطلب
- صورة عن جواز سفر أولياء أمور مقدم الطلب
- صورة عن تأشيرة إقامة سارية لأولياء أمور مقدم الطلب
- صورة عن بطاقة الهوية الإماراتية لأولياء أمور مقدم الطلب
- صورة عن أوراق الحضانة (إن وجدت)
- صورة عن آخر شهادة مدرسية لمقدم الطلب
- تقديم الطلبة الملتحقين من الصف التاسع إلى الصف الثاني عشر خطاب حسن سيرة وسلوك من المدرسة السابقة
- نتائج اختبارات قياس التقدم الأكاديمي (MAP) واختبار القدرات المعرفية الإصدار 4 من المدرسة السابقة
- ينبغي على الطلاب الملتحقين:
  - من مدارس دبي تقديم شهادة نقل مدرسي أصلية (مصدقة) وكشف علامات من المدرسة السابقة
  - من الإمارات الأخرى تقديم شهادة نقل أصلية وكشف علامات من المدرسة السابقة مصدقة حسب الأصول من المنطقة التعليمية المناسبة
  - من مدارس خارج الإمارات تقديم شهادة نقل مدرسي أصلية وكشف علامات من المدرسة السابقة (سواء باللغة العربية أو الإنجليزية) مصدقة حسب الأصول من وزارة التربية والتعليم ووزارة الخارجية وسفارة الإمارات في بلد المنشأ.

## خريجون معروفون
- دينا الشهابي: ممثلة سعودية-أمريكية لأصول فلسطينية تعيش وتعمل في الولايات المتحدة.[7]

## روابط خارجية
- الموقع الرسمي